# Fanthamia forsteri
Fanthamia forsteri är en tvåvingeart som beskrevs av Meillon och Downes 1986. Fanthamia forsteri ingår i släktet Fanthamia och familjen svidknott. Inga underarter finns listade i Catalogue of Life.